# Mé oblíbené období
Mé oblíbené období (v originále Ma saison préférée) je francouzský hraný film z roku 1993, který režíroval André Téchiné. Snímek měl světovou premiéru na filmovém festivalu v Cannes dne 13. května 1993.

## Děj
Berthe žije sama. Má nemocné srdce a  rezignovala na to, že by mohla žít se svou dcerou Émilie a jejím zetěm Brunem. Émilie pozve svého bratra Antoina, kterého vídá jen zřídka, na Štědrý večer. Večeře se zvrhne v hádku, Bruno a Antoine se prudce střetnou. Berthe odchází domů. Émilie poté opustí svého manžela a děti a bydlí u Antoina. Po nové srdeční příhodě je Berthe svými dětmi umístěna do pečovatelského domu. Antoine, který je lékařem, ví, že jeho matka je odsouzena. S Émilie se navzájem obviňují, že pro matku neudělali dost.

## Obsazení
| Marthe Villalonga     | Berthe Dupuy                |
| Daniel Auteuil        | Antoine Dupuy, syn Berthe   |
| Catherine Deneuve     | Émilie, Antoinova sestra    |
| Jean-Pierre Bouvier   | Bruno, manžel Émilie        |
| Chiara Mastroianniová | Anne, dcera Émilie          |
| Anthony Prada         | Lucien, syn Émilie          |
| Carmen Chaplin        | Khadija, přítelkyně Luciena |
| Roschdy Zem           | Medhi, bratr Khadiji        |
| Michèle Moretti       | ředitelka domova seniorů    |
| Jacques Nolot         | muž na hřbitově             |
| Bruno Todeschini      | muž v nemocnici             |
| Ingrid Caven          | zpěvačka v baru             |
| Jean Bousquet         | otec Émilie                 |

## Ocenění
- César: nominace v kategoriích nejlepší film, nejlepší režie (André Téchiné), nejlepší herečka (Catherine Deneuve), nejlepší herec (Daniel Auteuil), nejlepší herečka ve vedlejší roli (Marthe Villalonga), nejslibnější herečka (Chiara Mastroianni), nejlepší původní scénář nebo adaptace (André Techiné, Pascal Bonitzer)
- Filmový festival v Cannes: nominace na Zlatou palmu, na Grand Prix, na Cenu poroty, na Cenu za režii, na Cenu ekumenické poroty, na Cenu pro mládež